# تراث إفريقيا (فلم)
تراث أفريقيا (بالإنجليزية: Heritage Africa) هو فيلم غاني صدر عام 1989 من إنتاج وإخراج كواو أنساه.

## القصّة
كان شابٌ يُدعى كواسي عطا بوسميفي موظفًا حكوميًا خلال فترة الاستعمار وارتقى إلى رتب أعلى بسبب علاقته بالسادة المستعمرين، كما غيّر اسمه من كواسي عطا بوسومفي إلى كوينسي آرثر بوسومفيلد متخليََّا عن ثقافته وتراثه ومتبنيًا تراث أسياده الاستعماريين.

## طاقم التمثيل
هذه قائمةٌ بأبرز الممثلين والممثلات الذين شاركوا في تصوير الفيلم:
- تشارلز كوفي بكنور
- إيان كولير
- بيتر ويتبريد
- أنيما ميسا
- تومي إبو